# Uvarovit
Az uvarovit  (kalcium-króm nezoszilikát) a IV.Szilikátok ásványosztályon belül az önálló a gránátcsoport ásványai ásványcsoport tagja. Szabályos rendszerben kristályosodik rombokaéder és tetraéderes formában, igen ritka ásvány. Drágakőként csak az 1 karátnál nagyobb darabjait hasznosítják, apró szemcséit csiszolópornak alkalmazzák. Elsősorban az ásványgyűjtők között népszerű.

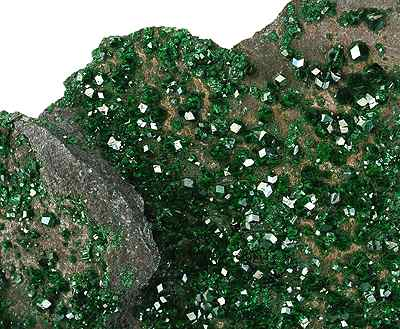
Természetes uvarovit kristályok

## Nevének eredete és felfedezése
Nevét egy 18. században élt orosz államférfiről, Szergej Szemjonovics Uvarov-ról kapta. Egyes források szerint a latin uva (=szőlő) szó alapján nevezték el.

## Kémiai és fizikai tulajdonságai
- Képlete: Ca3Cr2(SiO4)3
- Szimmetriája: szabályos kristályrendszerben, több tengely- és lapszimmetriája létezik.
- Sűrűsége: 3,4–3,8 g/cm³.
- Keménysége: 7,5  nagyon kemény ásvány (a Mohs-féle keménységi skála szerint).
- Hasadása: nem hasítható.
- Törése:  könnyen, kagylósan törik..
- Fénye: gyémánt vagy üvegfényű.
- Színe: élénk smaragdzöld vagy méregzöld.
- Átlátszósága: áttetsző, van opak változatban is.
- Kémiai Összetétele:
- Kalcium (Ca) =24,0%
- Króm (Cr) =20,8%
- Szilícium (Si) =16,8%
- Oxigén (O) =38,4%

## Keletkezése
Króm ércekkel fordul elő, másodlagos átitatódás útján keletkezik. Kromitércek telléreinek hasadékaiban képződik.
Hasonló ásványok: a smaragd és a demantoid.

## Előfordulásai
Oroszországban az Ural-hegység területén. Csehországban Finnország és India területén. Olaszországban és Törökország területén. Dél-Afrikában Bush-földön. Az Amerikai Egyesült Államokban Kalifornia szövetségi államban, Kanada Quebec tartományában, ahol eddig az egyetlen 1 karátnál nagyobb kristály példányát találták.